# Rudoman, Lîpova Dolîna
Rudoman (în ucraineană Рудоман) este un sat în comuna Saii din raionul Lîpova Dolîna, regiunea Sumî, Ucraina.

## Demografie
Componența lingvistică a localității Rudoman
     Ucraineană (100%)
Conform recensământului din 2001, toată populația localității Rudoman era vorbitoare de ucraineană (100%).